# Женская сборная Ирана по флорболу
Женская национальная сборная Ирана по флорболу — представляет Иран на международных соревнованиях по флорболу. Управляющей организацией является Ассоциация флорбола Ирана (англ. Iran Floorball Association).

## Результаты выступлений

### Кубок Азии и Океании
| Год  | Победы | Ничьи | Поражения | Место |
| ---- | ------ | ----- | --------- | ----- |
| 2018 | 0      | 0     | 5         | 8     |